# Koppojärvi
Koppojärvi är en sjö i Gällivare kommun i Lappland och ingår i Kalixälvens huvudavrinningsområde. Sjön har en area på 0,0914 kvadratkilometer och ligger 415,1 meter över havet. Vid provfiske har abborre och gädda fångats i sjön.

## Delavrinningsområde
Koppojärvi ingår i det delavrinningsområde (744999-172043) som SMHI kallar för Mynnar i Sakajoki. Medelhöjden är 378 meter över havet och ytan är 42,54 kvadratkilometer. Det finns inga avrinningsområden uppströms utan avrinningsområdet är högsta punkten. Vattendraget som avvattnar avrinningsområdet har biflödesordning 4, vilket innebär att vattnet flödar genom totalt 4 vattendrag innan det når havet efter 218 kilometer. Avrinningsområdet består mestadels av skog (57 procent) och öppen mark (33 procent). Avrinningsområdet har 1,77 kvadratkilometer vattenytor vilket ger det en sjöprocent på 4,2 procent.